# Stary Bidaczów
Stary Bidaczów, Bidaczów Stary – wieś w Polsce położona w województwie lubelskim, w powiecie biłgorajskim, w gminie Biłgoraj.
| SIMC    | Nazwa    | Rodzaj    |
| ------- | -------- | --------- |
| 0886328 | Galicja  | część wsi |
| 0886334 | Jachosze | część wsi |
| 0886340 | Krzeszów | część wsi |
| 0886357 | Wasągi   | część wsi |

W latach 1975–1998 miejscowość administracyjnie należała do województwa zamojskiego. 
Wieś jest sołectwem w gminie Biłgoraj. Według Narodowego Spisu Powszechnego z roku 2011 wieś liczyła 325 mieszkańców i była szesnastą co do wielkości miejscowością gminy.
Wieś jest siedzibą rzymskokatolickiej parafii Nawiedzenia Najświętszej Maryi Panny w Starym Bidaczowie.

## Historia
Bidaczów, (dawniej Biedaczów) Stary i Nowy, dwie wsie przylegle, nad rzeką Ładą, pow. biłgorajski, gmina Sól, parafia Puszcza Solska. Wsie położone wśród lasów i mokradeł, na lewo od drogi do Krzeszowa. W 1827 r. było tu 30 domów i 289 mieszkańców, obecnie 48 domów.

 Wsie były znacznym ośrodkiem garncarskim w dobrach ordynackiego klucza solskiego Zamojskich, przez nich także osadzone w początkach XVII wieku. Podczas okupacji (w listopadzie 1942 r.) hitlerowcy rozstrzelali tu całą rodzinę Wróblów za ukrywanie zbiegłych Żydów. W lipcu 1943 r. wieś została częściowo wysiedlona.